# Wurmsham
Wurmsham ist eine Gemeinde im niederbayerischen Landkreis Landshut. Die Gemeinde ist Mitglied der Verwaltungsgemeinschaft Velden.

## Geografie

### Geografische Lage
Die Gemeinde liegt in der Region Landshut.

### Gemeindegliederung
Es gibt 91 Gemeindeteile:
- Antholzen
- Asang
- Auburg
- Bichlhaag
- Bockstatt
- Burm
- Christlberg
- Eggersdorfen
- Eglsreit
- Englbrechting
- Faltern
- Geiern
- Gifthal
- Giglberg
- Gutthät
- Haag
- Hangersmühle
- Harham
- Hasenreit
- Hasl
- Hilgen
- Hinterhaag
- Hobmannsberg
- Holmannsberg
- Holzmühle
- Hub
- Imming
- Kamhub
- Kasbach
- Katzing
- Kining
- Kleinvohberg
- Klenglbrunn
- Kneisting
- Krugsöd
- Kupferstatt
- Lehen
- Lehrhub
- Loh
- Lohbichl
- Lützlburg
- Manhartsstatt
- Maurell
- Metzen
- Mitteralting
- Müllerthann
- Münster
- Münzloh
- Neualting
- Neubreitenau
- Niederalting
- Niederwurmsham
- Niklashaag
- Oberbreitenau
- Oberloh
- Oberrammelsberg
- Ostenthann
- Pauluszell
- Pretzhof
- Reit
- Ried
- Riedberg
- Scheuern
- Schleichwies
- Schlott
- Schmidreit
- Seeon
- Seifriedswörth
- Söllastock
- Stadl
- Stadl
- Stockham
- Stockloh
- Straßhäusl
- Übl
- Unterbreitenau
- Unterrammelsberg
- Unterthann
- Vielhub
- Vohburg
- Wald
- Weg
- Weibering
- Weichslgarten
- Weiher
- Wies
- Wiesthal
- Winkl
- Wurmsham
- Zellbach
- Zieglgrub

Es gibt die Gemarkungen Pauluszell, Ruprechtsberg und Wurmsham.

## Geschichte

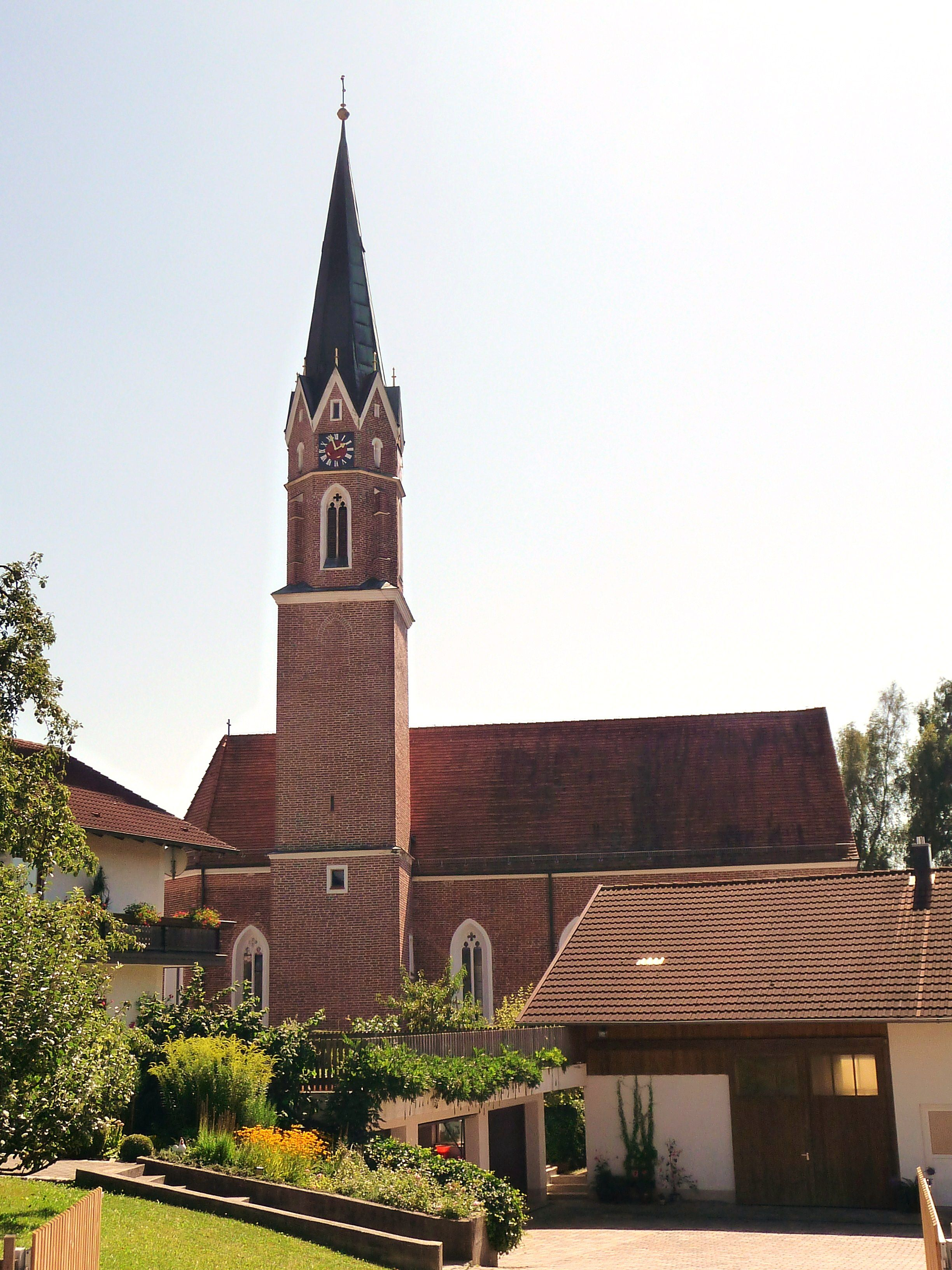
Die Filialkirche St. Ulrich

### Bis zur Gemeindegründung
Der Ort Wurmsham war schon im 14. Jahrhundert der Sitz einer Adelsherrschaft. Als Teil des Kurfürstentums Bayern war Wurmsham eine geschlossene Hofmark, deren Sitz das Schloss Wurmsham war. Die Familie von Riemhofen war von mindestens 1696 bis 1752 Inhaberin der Hofmark. In der Folge gehörte Wurmsham den Grafen von der Wahl. Das letzte Schloss wurde kurz nach 1800 abgebrochen. Im Zuge der Verwaltungsreformen in Bayern entstanden aus den Steuerdistrikten Wurmsham, Münster und Pauluszell mit dem Gemeindeedikt von 1818 die Gemeinden Wurmsham und Pauluszell (mit Münster).

### Eingemeindungen
Am 1. Mai 1978 wurde im Rahmen der Gemeindegebietsreform die Gemeinde Pauluszell, die mehr Einwohner als Wurmsham hatte, eingegliedert. Gleichzeitig wurde ein kleines Gebiet mit den Orten Gänsöd, Grub, Kremping, Lehing, March und Rafolding und weniger als 100 Einwohnern an die Nachbargemeinde Bodenkirchen abgetreten. Die neue Gemeinde wurde Teil der Verwaltungsgemeinschaft Velden.

### Einwohner
Gemäß Bayerischem Landesamt für Statistik haben sich die Einwohnerzahlen jeweils zum 31. Dezember eines Jahres wie folgt entwickelt:
| Stand | Einwohner |
| ----- | --------- |
| 1960  | 1343      |
| 1970  | 1222      |
| 1980  | 1136      |
| 1990  | 1297      |
| 1995  | 1302      |
| 2000  | 1311      |
| 2005  | 1095      |
| 2010  | 1324      |

| Stand | Einwohner |
| ----- | --------- |
| 2013  | 1325      |
| 2014  | 1349      |
| 2015  | 1353      |
| 2016  | 1350      |
| 2017  | 1415      |
| 2018  | 1400      |
| 2019  | 1388      |
| 2020  | 1409      |

| Stand | Einwohner |
| ----- | --------- |
| 2021  | 1388      |
| 2022  | 1396      |
| 2023  | 1403      |

Seit 1972, dem Jahr der letzten Gemeindereform, hat sich die Einwohnerzahl bis 2016 um 144 Personen erhöht. Das entspricht einem Wachstum von 11,94 Prozent.
| Alter         | Einwohner nach Alter |
| ------------- | -------------------- |
| Jünger als 18 | 19,6 %               |
| 18 bis 29     | 14,8 %               |
| 30 bis 49     | 27,3 %               |
| 50 bis 64     | 21,3 %               |
| Älter als 65  | 16,9 %               |

## Politik
Acht Monate nach Kriegsende fanden am 27. Januar 1946 die ersten Kommunalwahlen (Gemeinderatswahlen) in den kreisangehörigen Gemeinden Bayerns statt. In den Monaten April und Mai 1946 folgten die ersten Wahlen der Bürgermeister, Landräte sowie Kreistage. 2006 wurde das 60-jährige Jubiläum begangen.
Die Gemeinde Wurmsham ist Mitglied in folgenden Zweckverbänden:
- Regionaler Planungsverband Landshut
- Schulverband Pauluszell
- Schulverband Velden
- Zweckverband zur Wasserversorgung der Binatal-Gruppe

Wurmsham gehört zur Verwaltungsgemeinschaft Velden.
Die Verwaltungsgemeinschaft Velden erbringt 304 verschiedene behördliche Leistungen.

### Gemeinderat
Der Gemeinderat besteht aus 12 Personen. Nach der Kommunalwahl 2020 (zum Vergleich: Kommunalwahl 2014) sind darunter neun (sechs) Männer und drei (sechs) Frauen. Die Sitze nach der Kommunalwahl 2020 verteilen sich wie folgt:
- Wählergemeinschaft Wurmsham sechs (sechs) Sitze
- Freie Wählergemeinschaft Pauluszell sechs (vier) Sitze
- Wählergemeinschaft Zukunft keine (zwei) Sitze

Bei der letzten Gemeinderatswahl im Jahr 2020 waren 1.123 (1.082) Bürger stimmberechtigt. 843 (746) davon haben als Wähler teilgenommen, was einer Wahlbeteiligung von 75,1 (68,9) Prozent entspricht.
Die nächsten Kommunalwahlen finden 2026 statt.

### Bürgermeister
Erster Bürgermeister ist Manuel Schott (Freie Wählergemeinschaft Pauluszell). Dieser wurde bei den Kommunalwahlen 2020 mit 72,5 % der gültigen Stimmen gewählt und hat Maria Neudecker (Wählergemeinschaft Wurmsham) abgelöst.
Ehemalige Bürgermeister
| Amtszeit                | Bürgermeister        |
| ----------------------- | -------------------- |
| bis April 2008          | Hans Tiefenbeck sen. |
| Mai 2008 bis April 2020 | Maria Neudecker      |

### Haushalt
| Stand | Gesamteinnahmen |
| ----- | --------------- |
| 2016  | 1.198.000 €     |
| 2018  | 944.000 €       |
| 2020  | 1.523.000 €     |

Im November 2008 beschloss der Gemeinderat, die beiden Gemeindekanzleien in Wurmsham und Pauluszell aufzulösen und als Ersatz ein neues Gemeindehaus mit Kanzlei und Sitzungssaal in Seifriedswörth einzurichten.

### Wappen
| Wappen von Wurmsham | Blasonierung: „Geteilt von Schwarz und Blau; oben zwei silberne Spitzen, unten schräg gekreuzt ein goldener Bischofsstab und ein goldenes Schwert, überdeckt von einer silbernen Salzkufe mit zwei goldenen Fassreifen.“ |
| Wappen von Wurmsham | Wappenführung seit 1982 |

## Kultur und Sehenswürdigkeiten
Die katholische Filialkirche St. Ulrich ist ein spätgotischer Backsteinbau aus der zweiten Hälfte des 15. Jahrhunderts. Die neugotischen Altäre enthalten spätgotische Heiligenfiguren aus der Zeit um 1500. Es handelt sich um die Heiligen Nikolaus und Benno am Hochaltar, Magdalena und Georg am nördlichen sowie Katharina am südlichen Seitenaltar.

## Wirtschaft und Infrastruktur
1998 gab nach der amtlichen Statistik im produzierenden Gewerbe 142 und im Bereich Handel und Verkehr 43 sozialversicherungspflichtig Beschäftigte am Arbeitsort. Sozialversicherungspflichtig Beschäftigte am Wohnort gab es 399. Im verarbeitenden Gewerbe gab es keine, im Bauhauptgewerbe sechs Betriebe.
Nach entsprechender Bewertung der Wirtschaftskraft der Gemeinde sind die Schlüsselzuweisungen des Freistaats Bayern von 441.032 Euro im Jahr 2015 über 276.284 Euro für das Jahr 2016 auf 89.736 Euro im Jahr 2017 zurückgegangen. Das entsprach einem Rückgang um 79,65 Prozent. 2018 stiegen sie gegenüber dem Vorjahr um 196 Prozent auf 265.696 Euro um dann 2019 erneut um 138 Prozent auf 632.648 Euro anzusteigen. 2020 blieb der Wert mit 612.800 Euro auf ähnlich hohem Niveau.
| Zuweisungen an    | Jahr    | Jahr    | Jahr   | Jahr    | Jahr    | Jahr    |
| Zuweisungen an    | 2015    | 2016    | 2017   | 2018    | 2019    | 2020    |
| ----------------- | ------- | ------- | ------ | ------- | ------- | ------- |
| Gemeinde Wurmsham | 441.032 | 276.284 | 89.736 | 265.696 | 632.648 | 612.880 |

### Land- und Forstwirtschaft
Im Jahr 1999 bestanden 107 landwirtschaftliche Betriebe mit einer landwirtschaftlich genutzten Fläche von 2.468 ha, davon waren 2.059 ha Ackerfläche und 407 ha Dauergrünfläche.

### Bauen und Wohnen
| Gemeindeteil                         | Wohnbauflächen ausgewiesene Baugebiete | unbeplanter Innenbereich | ausgewiesene gewerbliche Bauflächen | Ackerland |
| ------------------------------------ | -------------------------------------- | ------------------------ | ----------------------------------- | --------- |
| Wurmsham                             | 80 €                                   | 80 €                     |                                     | 6 €       |
| Pauluszell                           | 65 €                                   | 65 €                     | 35 €                                | 6 €       |
| Seifriedswörth                       | 65 €                                   | 65 €                     |                                     | 6 €       |
| Wochenendhaussiedlung (Nähe Gifthal) | 25 €                                   | 25 €                     | 25 €                                | 25 €      |

### Bildung
Bis zum Jahr 2008 gab es im Gemeindegebiet zwei Grundschulen mit jeweils zwei Klassen in Pauluszell und Seifreidswörth. Im November 2008 beschloss der Gemeinderat die Zusammenlegung der beiden Grundschulen zur Grundschule Pauluszell mit vier Klassen bis zu den Faschingsferien 2009.